# Siphona
Siphona är ett släkte av tvåvingar. Siphona ingår i familjen parasitflugor.

## Bildgalleri

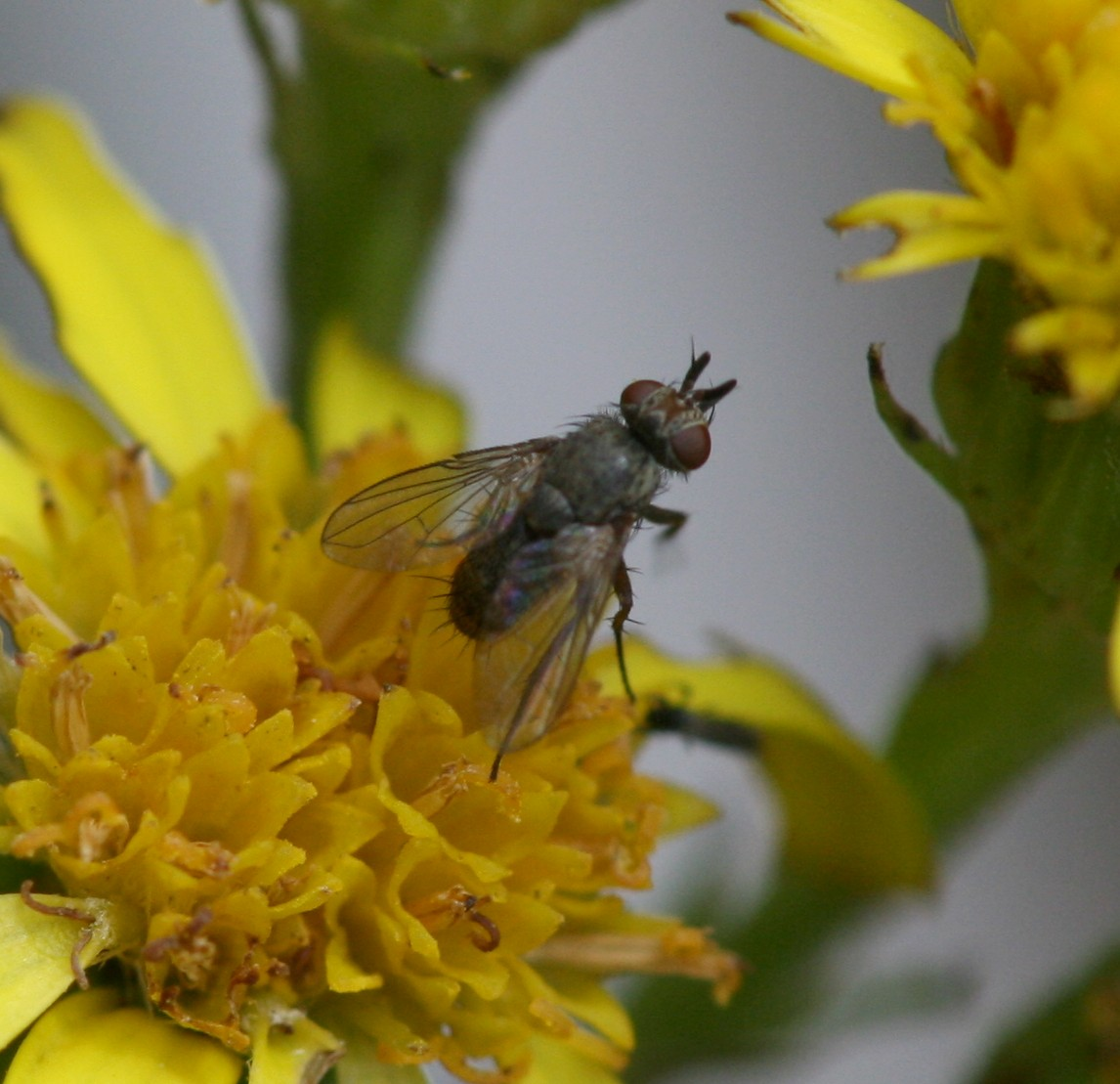
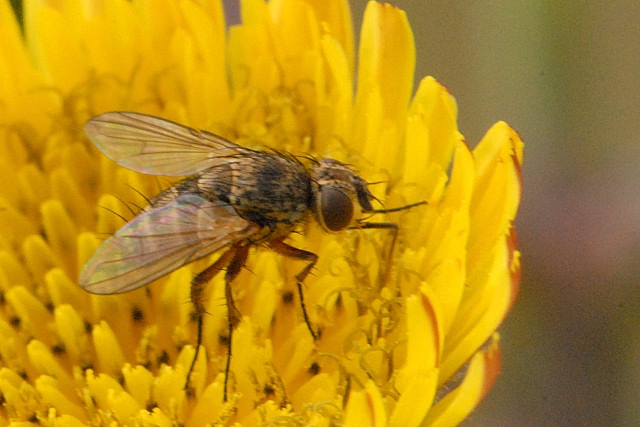
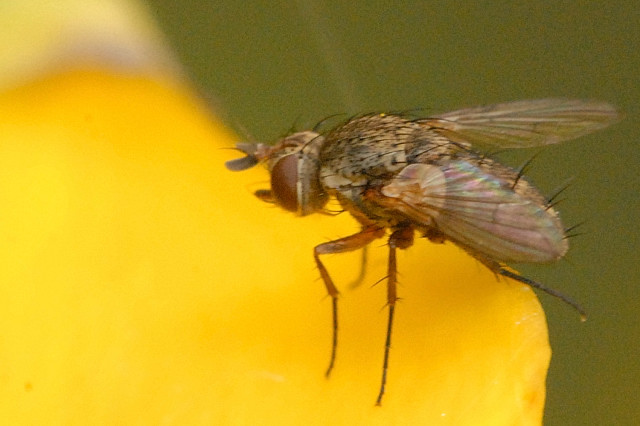
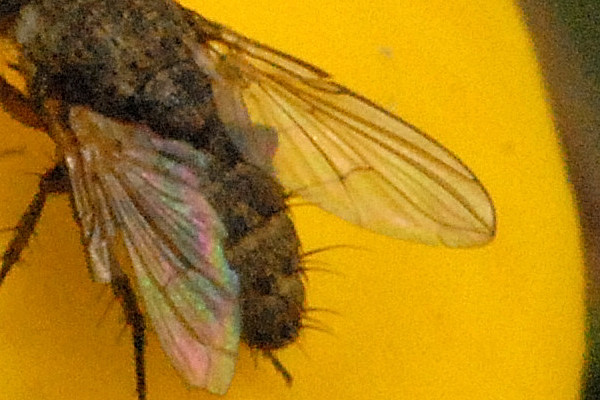
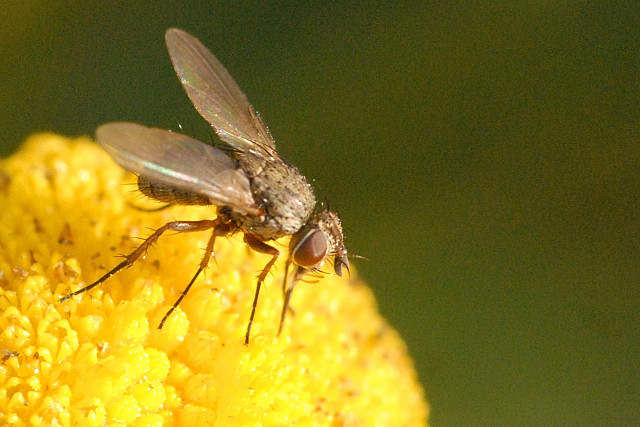
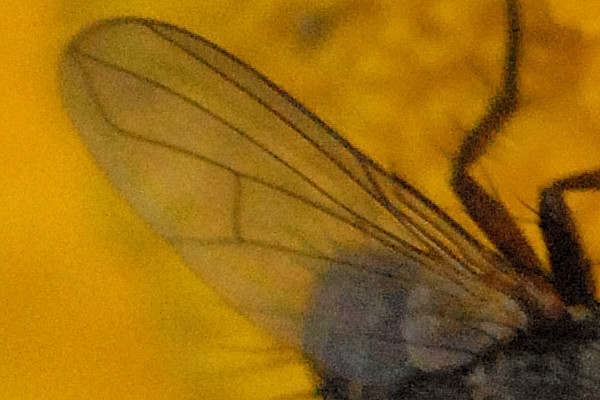

## Dottertaxa tillSiphona, i alfabetisk ordning[1][2]
- Siphona abbreviata
- Siphona adbominalis
- Siphona akidnomyia
- Siphona albocincta
- Siphona alticola
- Siphona amoena
- Siphona amplicornis
- Siphona angusta
- Siphona antennalis
- Siphona antennata
- Siphona arizonica
- Siphona atoma
- Siphona atricapilla
- Siphona bevisi
- Siphona bilineata
- Siphona boreata
- Siphona brasiliensis
- Siphona brevirostris
- Siphona brunnea
- Siphona brunnescens
- Siphona capensis
- Siphona ceres
- Siphona chaetosa
- Siphona clausta
- Siphona collini
- Siphona conata
- Siphona confusa
- Siphona consimilis
- Siphona cothurnata
- Siphona crassulata
- Siphona creberrima
- Siphona cristata
- Siphona cuthbertsoni
- Siphona diluta
- Siphona efflatouni
- Siphona flavifrons
- Siphona flavipes
- Siphona floridensis
- Siphona foliacea
- Siphona fuliginea
- Siphona fuscicornis
- Siphona futilis
- Siphona gedeana
- Siphona geniculata
- Siphona gracilis
- Siphona grandistylum
- Siphona griseola
- Siphona hokkaidensis
- Siphona humeralis
- Siphona hungarica
- Siphona hurdi
- Siphona illinoiensis
- Siphona immaculata
- Siphona impropria
- Siphona ingerae
- Siphona intrudens
- Siphona janssensi
- Siphona japonica
- Siphona jocosa
- Siphona juniperi
- Siphona kairiensis
- Siphona kuscheli
- Siphona lacrymans
- Siphona laticornis
- Siphona lichtwardtiana
- Siphona lindneri
- Siphona livoricolor
- Siphona longissima
- Siphona ludicra
- Siphona lurida
- Siphona lutea
- Siphona macronyx
- Siphona maculata
- Siphona maculipennis
- Siphona maderensis
- Siphona malaisei
- Siphona martini
- Siphona medialis
- Siphona melania
- Siphona melanocera
- Siphona melanura
- Siphona mesnili
- Siphona multifaria
- Siphona munroi
- Siphona murina
- Siphona ngricans
- Siphona nigra
- Siphona nigricans
- Siphona nigroseta
- Siphona nobilis
- Siphona obesa
- Siphona obscuripennis
- Siphona oligomyia
- Siphona pacifica
- Siphona pallida
- Siphona paludosa
- Siphona patellaipalpis
- Siphona pauciseta
- Siphona pellex
- Siphona phantasma
- Siphona picturata
- Siphona pigra
- Siphona pilistyla
- Siphona pisinnia
- Siphona plorans
- Siphona plusiae
- Siphona podacina
- Siphona pseudomaculata
- Siphona pulla
- Siphona pusilla
- Siphona quadrinotata
- Siphona reducta
- Siphona rizaba
- Siphona rossica
- Siphona rubrapex
- Siphona rubrica
- Siphona samarensis
- Siphona scutellata
- Siphona selecta
- Siphona setigera
- Siphona setinerva
- Siphona setosa
- Siphona seyrigi
- Siphona simulans
- Siphona singularis
- Siphona siphonoides
- Siphona sola
- Siphona sonorensis
- Siphona spinulosa
- Siphona starkei
- Siphona subarctica
- Siphona sulfurea
- Siphona sylvatica
- Siphona tenuipalpis
- Siphona terrosa
- Siphona testacea
- Siphona trichaeta
- Siphona tristella
- Siphona tristis
- Siphona tropica
- Siphona unispina
- Siphona variata
- Siphona verneri
- Siphona verralli
- Siphona vittata
- Siphona wittei
- Siphona vixen
- Siphona xanthogaster